# Helmut Cron
Helmut Paul Alfred Cron (* 1. Oktober 1899 in Mannheim; † 28. September 1981 in Stuttgart) war ein deutscher Journalist.

## Werdegang
Cron war bis 1933 Chefredakteur des Mannheimer Tageblatts bis ihn die Nationalsozialisten absetzten. Nach Ende des Zweiten Weltkriegs stand er in gleicher Funktion bei der Stuttgarter Zeitung, die er mit aufbaute, und ab 1949 bei der Wirtschaftszeitung.
Von 1949 bis 1953 war er Vorsitzender des Deutschen Journalisten-Verbandes.

## Ehrungen
- 1952: Großes Verdienstkreuz der Bundesrepublik Deutschland
- Ehrenmitglied des Deutschen Journalisten-Verbandes